# Ostel
 Ostel  es una población y comuna francesa, en la región de Picardía, departamento de Aisne, en el distrito de Soissons y cantón de Vailly-sur-Aisne.

## Demografía
| 126 | 130 | 110 | 94 | 96 | 82 |
| Para los censos de 1962 a 1999 la población legal corresponde a la población sin duplicidades (Fuente: INSEE [Consultar]) |     |     |    |    |    |